# الحمره (وادي الدواسر)
مركز الحمره  هو مركزٌ إداري تابعٌ لمحافظة وادي الدواسر في منطقة الرياض ، ويصنف من فئة (ب) ورمزه 1273.